# Neotiwaripotamon whiteheadi
Neotiwaripotamon whiteheadi is een krabbensoort uit de familie van de Potamidae. De wetenschappelijke naam van de soort is voor het eerst geldig gepubliceerd in 1916 door Parisi.